# Schraplau
Schraplau − miasto w Niemczech, w kraju związkowym Saksonia-Anhalt, w powiecie Saale, należy do gminy związkowej Weida-Land.
Do 30 czerwca 2007 miasto należało do powiatu Merseburg-Querfurt.